# Keturah Orji
Pour les articles homonymes, voir Orji.
Keturah Orji (née le 5 mars 1996) est une athlète américaine, spécialiste du triple saut.

## Biographie
Keturah Orji se classe deuxième du saut en longueur et troisième du triple saut lors des championnats du monde cadets de 2013, à Donetsk, en Ukraine.
En début de saison 2016, elle termine au pied du podium des championnats du monde en salle, à Portland, avec la marque de 14,14 m, à un centimètre seulement de la Grecque Paraskeví Papahrístou. Le 11 juin, à Eugene, elle remporte les Championnats NCAA en établissant un nouveau record des États-Unis du triple saut avec 14,53 m.
Le 14 août, Keturah Orji, âgée de 20 ans seulement, se classe 4e de la finale des Jeux olympiques de Rio avec un bond à 14,71 m, nouveau record des États-Unis. Elle est devancée pour la médaille de bronze par la championne olympique en titre, la Kazakhe Olga Rypakova (14,74 m).
Le 20 janvier 2018, elle bat à Clemson le record des États-Unis en salle du triple saut avec 14,53 m. Le 3 mars, elle termine à la 5e des championnats du monde en salle de Birmingham avec 14,31 m, à seulement 9 centimètres du podium.
Le 6 août 2019, elle décroche la médaille d'argent du saut en longueur aux Jeux panaméricains de Lima avec 6,66 m, derrière Chantel Malone (6,68 m).

## Palmarès

### International
| Date | Compétition                    | Lieu             | Résultat | Épreuve     | Marque  |
| ---- | ------------------------------ | ---------------- | -------- | ----------- | ------- |
| 2013 | Championnats du monde cadets   | Donetsk          | 2e       | Longueur    | 6,39 m  |
| 2013 | Championnats du monde cadets   | Donetsk          | 3e       | Triple saut | 13,69 m |
| 2014 | Championnats du monde juniors  | Eugene           | 9e       | Triple saut | 13,29 m |
| 2016 | Championnats du monde en salle | Portland         | 4e       | Triple saut | 14,14 m |
| 2016 | Jeux olympiques                | Rio de Janeiro   | 4e       | Triple saut | 14,71 m |
| 2018 | Championnats du monde en salle | Birmingham       | 5e       | Triple saut | 14,31 m |
| 2018 | Coupe du monde                 | Londres          | 2e       | Triple saut | 14,60 m |
| 2019 | Jeux panaméricains             | Lima             | 2e       | Longueur    | 6,66 m  |
| 2019 | Ligue de diamant               | Ligue de diamant | 4e       | Triple saut | 14,49 m |
| 2019 | Championnats du monde          | Doha             | 7e       | Triple saut | 14,46 m |
| 2021 | Jeux olympiques                | Tokyo            | 7e       | Triple saut | 14,59 m |
| 2022 | Championnats du monde en salle | Belgrade         | 7e       | Triple saut | 14,42 m |
| 2022 | Championnats du monde          | Eugene           | 6e       | Triple saut | 14,49 m |
| 2022 | Championnats NACAC             | Freeport         | 2e       | Triple saut | 14,32 m |
| 2023 | Championnats du monde          | Budapest         | 9e       | Triple saut | 14,33 m |
| 2024 | Championnats du monde en salle | Glasgow          | 4e       | Triple saut | 14,36 m |
| 2024 | Jeux olympiques                | Paris            | 9e       | Triple saut | 14,36 m |

### National
- Championnats des États-Unis d'athlétisme
  - vainqueur du triple saut en 2016, 2017, 2018, 2019, 2021 et 2022
- Championnats des États-Unis d'athlétisme en salle
  - vainqueur en 2019 et 2022

## Records
| Épreuve     | Épreuve   | Marque       | Lieu        | Date            |
| ----------- | --------- | ------------ | ----------- | --------------- |
| Triple saut | Plein air | 14,91 m (NR) | Chula Vista | 25 avril 2021   |
| Triple saut | En salle  | 14,60 m      | Albuquerque | 14 février 2020 |